# Aylo
Aylo (ранее Manwin и MindGeek) — канадская глобальная IT-компания, занимающаяся цифровой дистрибуцией, потоковыми медиа и онлайн-рекламой, частный конгломерат со штаб-квартирой в Монреале и офисами в Дублине, Гамбурге, Лондоне, Лос-Анджелесе, Майами, и Никосии. Его деятельность в первую очередь связана с интернет-порнографией, но также включает в себя другие онлайн-сервисы, такие как комедийный видеосайт videobash.com и сайт сплетен о знаменитостях celebs.com.

## История компании
Aylo образовалась в результате слияния компаний Mansef и Interhub, наиболее известных, в первую очередь, как владельцев, соответственно, студии Brazzers и платформы Pornhub. Mansef была создана в 2004 году выпускниками канадского Университета Конкордия Стивеном Моносом и Усамой Юсефом (название компании — контаминация из их фамилий). Третий учредитель Mansef, Мэтт Кирзер, в 2007 году выкупил на компанию Interhub за 2750 долларов домен PornHub.
В 2010 году интернет-предприниматель Фабиан Тильман купил у канадских учредителей активы Mansef и переименовал компанию в Manwin, присоединив к ней в дальнейшем ряд других профильных интернет-активов. Вскоре компания была переименована, а Тилман продал свою долю акций в Manwin топ-менеджерам проекта, братьям Ферасу Антну и Дэвиду Тасило, что было связано с обвинениями Фэбиана в налоговых преступлениях. В 2011 году Aylo удалось привлечь инвестиций на 362 миллиона долларов от пула 125 конфиденциальных инвесторов, среди которых СМИ назвали JPMorgan Chase, Fortress Investment Group и Colbeck Capital.
В марте 2023 года компанию купил канадский частный инвестиционный фонд Ethical Capital Partners, специализирующийся на технологических проектах с юридическими сложностями. Сумма сделки не раскрывается.
В августе 2023 года компания провела ребрендинг и была переименована в Aylo. Компания заявила, что ребрендинг "происходит в ответ на потребность в новом старте и приверженность инновациям, разнообразному и инклюзивному контенту для взрослых, а также доверию и безопасности".

## Бизнес и показатели
В 2015 году компания задекларировала прибыль в размере 460 млн долларов (по мнению ряда аналитиков, цифра была значительно занижена). Примерно в ту же сумму оценили доход Aylo за 2018 год журналисты газеты Financial Times. В том же расследовании, опубликованном в декабре 2020 года, основным владельцем компании назван малоизвестный бизнесмен Бернард Бергемар.
На компанию не раз подавались иски в связи с нарушением авторских прав, в том числе, в сфере информационных технологий. В декабре 2020 года в Калифорнии, а в январе 2021 года в Монреале были поданы иск о размещении контента, созданного без согласия участников.
Начиная с 2018 года ряд платных сервисов Aylo начал принимать платежи в криптовалютах.